# Bertya dimerostigma
Bertya dimerostigma är en törelväxtart som beskrevs av Ferdinand von Mueller. Bertya dimerostigma ingår i släktet Bertya och familjen törelväxter. Inga underarter finns listade i Catalogue of Life.